# Gaby Espino
Gaby Espino (Caracas, 15. studenog 1976.) je venezuelanska glumica i manekenka.

## Biografija

### Rani život
Gaby Espino rođena je kao najstarija od petero djece. Otac joj je kemijski inženjer, a majka radi u tvrtki za odnose s javnošću. Kad je krenula na sveučilište, željela je studirati medicinu, ali odlučila se za studij ontologije. Nakon odslušana tri semestra promijenila je mišljenje o studiju, te je 1995. godine počela studirati glumu i ples u rodnom Caracasu.

### Karijera
Svoj televizijski debi ostvarila je dvije godine kasnije u tinejdžerskoj seriji A Todo Corazon, a potom je nastupala u još petnaestak telenovela, od kojih su nama poznatije "Ljubavnici punog mjeseca", "Rebeca", "Luna – sirena s Kariba", "Ljubav i mržnja", "Drugo lice", te najnovija -  "Anđeo i vrag". Snimila je i dva filma, kriminalističku dramu Elipsis, te dramu Žena mog brata, u kojoj se pojavila nasuprot tada ljubavnog para Barbare Mori i Manola Cardone, te Christiana Meiera.

### Privatni život
Godine 2007. Gaby se udala za glumca Cristobala Landera, a u srpnju 2008. rodila im se kćer Oriana. Taj brak više ne traje.
U rujnu 2011. godine na Twitteru preko twitcama je potvrdila svoju vezu s američkim glumcem i pjevačem Jencarlosom Canelom te da očekuju sina.

## Filmografija
| Emisija                   | Godina        | Žanr       | Uloga                                    |
| ------------------------- | ------------- | ---------- | ---------------------------------------- |
| Ojo Por Ojo               | 2011.         | telenovela | Alina                                    |
| Anđeo i vrag              | 2009. – 2010. | telenovela | Manuela Dávila                           |
| Drugo lice                | 2008. – 2009. | telenovela | Mariana/Analia                           |
| Sin Vergüenza             | 2007.         | telenovela | Renata Sepulveda                         |
| Ljubav i mržnja           | 2006.         | telenovela | Mariangela Cruz                          |
| Elipsis                   | 2006.         | film       | Lenora                                   |
| La mujer de mi hermano    | 2005.         | film       | Laura                                    |
| Se solicita príncipe azul | 2005.         | telenovela | María Carlota Rivas                      |
| Luna - sirena s Kariba    | 2004.         | telenovela | Luna Mendoza                             |
| Rebeca                    | 2003.         | telenovela | Princesa Izaguirre Zabaleta de Montalbán |
| Las González              | 2002.         | telenovela | Alelí González                           |
| Guerra de mujeres         | 2001.         | telenovela | Yubirí Gamboa                            |
| Ljubavnici punog mjeseca  | 2000.         | Telenovela | Abril Cárdenas                           |
| Enamorada                 | 1999.         | Telenovela | Ivana                                    |
| A todo corazón            | 1997.         | telenovela | Natalia Aristilleta                      |

## Vanjske poveznice
- Gaby Espino u internetskoj bazi filmova IMDb-u (engl.)